# Ostrov (ort i Tjeckien, Pardubice, lat 49,93, long 16,54)
Ostrov är en ort i Tjeckien.   Den ligger i regionen Pardubice, i den östra delen av landet, 150 km öster om huvudstaden Prag. Ostrov ligger 398 meter över havet och antalet invånare är 592.
Terrängen runt Ostrov är kuperad västerut, men österut är den platt. Runt Ostrov är det ganska glesbefolkat, med 38 invånare per kvadratkilometer. Närmaste större samhälle är Lanškroun, 5,5 km öster om Ostrov. I omgivningarna runt Ostrov växer i huvudsak blandskog.